# Dubbeltandad barbett
Dubbeltandad barbett (Pogonornis bidentatus) är en fågel i familjen afrikanska barbetter inom ordningen hackspettartade fåglar.

## Utseende och läte
Dubbeltandad barbett är en stor och färgglad barbett med en enorm elfenbensvit näbb. Undersidan är röd och ett rött band syns även över vingen. Lätena är rätt insektslika, med bland annat en mycket snabb och torr drill samt ett raspigt "crick". Arten är lik rödbröstad barbett, men skiljs på avsaknad av ett svart bröstband. Den skiljs från svartbröstad barbett genom rött snarare än svart bröst.

## Utbredning och systematik
Dubbeltandad barbett delas in i två underarter:
- bidentatus – förekommer från Guinea-Bissau, Guinea, Sierra Leone och Liberia till centrala Kamerun
- aequatorialis – förekommer från östra Kamerun till Etiopien, nordvästra Angola, norra Demokratiska republiken Kongo och nordvästra Tanzania

## Levnadssätt
Dubbeltandad barbett hittas i en rad olika miljöer som skogslandskap, skogsbryn, odlingsbygd och trädgårdar. Den ses oftast i par eller smågrupper, vanligen i närheten av fikonträd.

## Status och hot
Arten har ett stort utbredningsområde, men tros minska i antal, dock inte tillräckligt kraftigt för att den ska betraktas som hotad. Internationella naturvårdsunionen IUCN listar arten som livskraftig (LC).

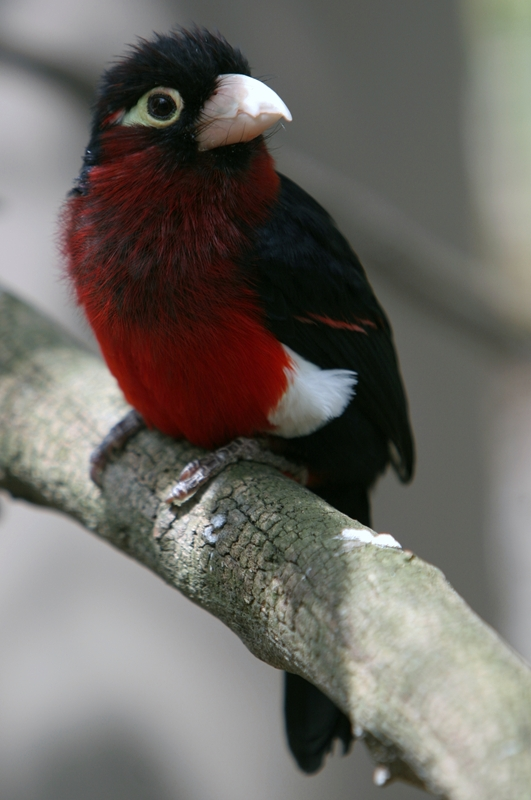